# Ponte Wuhan Junshan
Il ponte Wuhan Junshan (in cinese: 武汉军 山 长江 大桥) è un ponte strallato ad uso stradale che attraversa il fiume Azzurro all'altezza di Wuhan nell'Hubei.

## Descrizione
Il ponte trasporta 6 corsie collegando il distretto di Caidian e il distretto di Jiangxia di Wuhan. Il ponte viene attraversato dall'autostrada G4 Pechino–Hong Kong–Macao, l'autostrada G50 Shanghai–Chongqing e l'autostrada G4201 Wuhan Ring. Il ponte, inaugurato nel 2001, è uno dei ponti strallati più grandi del mondo. Il ponte prende il nome da Junshan (军 山, "la montagna dell'esercito"), un rilievo sito sulla riva sinistra del fiume a monte del ponte.